# Partito Marxista-Leninista Italiano
Il Partito Marxista-Leninista Italiano (PMLI) è un partito politico italiano comunista antirevisionista fondato a Firenze il 9 aprile 1977.
I militanti fondatori entrarono nel 1967 nel Partito Comunista d'Italia (marxista-leninista) per poi uscirne nel 1969 fondando l'Organizzazione Comunista Bolscevica Italiana marxista-leninista che nel 1977 diede vita al PMLI. Il partito ha come scopo finale la realizzazione del comunismo e rifiuta la visione trotzkista del marxismo. Criticato in passato per le sue posizioni neostaliniste, per la sua difesa dello stalinismo e appoggio dell'ISIS (in chiave anti-imperialista), ed accusato di settarismo, è anche uno dei pochi partiti dichiaratamente atei presenti in Europa.
Non partecipa alle elezioni e sostiene l'astensionismo.

## Linea politica e storia
Il PMLI è un partito marxista-leninista che si pone come obiettivo l'instaurazione in Italia della dittatura del proletariato, tappa intermedia per la realizzazione della società comunista. Trae ispirazione anche dagli ideali di Karl Marx, Friedrich Engels, Vladimir Lenin, Iosif Stalin e Mao Zedong, definiti infatti come i «cinque grandi maestri del proletariato internazionale». Sul modello della rivoluzione d'ottobre del 1917 e di quella cinese del 1949 mira all'azione rivoluzionaria per abbattere il governo italiano, definito «capitalista, neofascista, presidenzialista, federalista, interventista, espressione dei partiti della destra e della sinistra del regime», per realizzare un'Italia «unita, rossa e socialista», ma esclude risolutamente qualsiasi forma di terrorismo. A livello storico-ideologico, il PMLI rifiuta il trotskismo in quanto ritenuto «deviazione borghese e anticomunista», nonché ogni forma di revisione del marxismo, quella rifomista dell'Ottocento, quella sovietica di Nikita Sergeevič Chruščëv, quella cinese di Deng Xiaoping (la Cina è oggi definita dal PMLI «una nera dittatura capitalista e fascista) e quella italiana del Partito Comunista Italiano fin dai tempi di Antonio Gramsci. Il PMLI inoltre giudica negativamente le figure di Fidel Castro e Che Guevara come non leninisti. Per il PMLI dalla morte di Mao nel mondo non esiste nessun Paese autenticamente socialista. In quanto marxista ortodosso il PMLI è un partito ateo, ma seguendo l'esempio di Mao sono accettati come simpatizzanti di partito e possono svolgere propaganda per il partito i credenti anticlericali e comunisti.
Nell'ambito del conflitto israeliano-palestinese si schiera nettamente, come affermato nel loro giornale a favore della Palestina e di Hamas, definendo Netanyahu come Nazista e terrorista. Durante le elezioni politiche e amministrative il PMLI svolge una campagna astensionistica, ma ciononostante non esclude in linea di principio di utilizzare le istituzioni rappresentative qualora lo ritenesse opportuno per i propri scopi. Il PMLI propone alle masse la creazione delle istituzioni rappresentative delle masse fautrici del socialismo, ovvero le assemblee popolari e i comitati popolari, che sono da intendere come alternativa dal basso alle odierne istituzioni rappresentative. Non accetta l'Unione europea (definita imperialista) e non si candida quindi alle sue elezioni. Fornisce invece indicazione di voto ai referendum abrogativi e ai referendum costituzionali..
I primissimi fondatori del PMLI, che il partito ricorda come «i quattro pionieri», erano Giovanni Scuderi, Mino Pasca, Nerina Paoletti (alias Lucia) e Patrizia Pierattini. Iniziarono la loro militanza marxista-leninista nel 1967 entrando nel Partito Comunista d'Italia (marxista-leninista) di Fosco Dinucci. Successivamente nel 1969 i quattro accusarono il PCd'I di revisionismo, «copertura a sinistra del PCI» e tradimento delle originali aspirazioni rivoluzionarie. Il 14 dicembre 1969 i quattro dirigenti con il Comitato provinciale di Firenze si scissero dal PCd'I e fondarono l'Organizzazione Comunista Bolscevica Italiana marxista-leninista, per poi stampare dal giorno successivo il primo numero dell'organo ufficiale dell'Organizzazione, Il Bolscevico.
Il lavoro dell'Organizzazione era principalmente quello di raccogliere le forze per creare un partito rivoluzionario. Ebbe una corona di fiori di fianco alla salma di Mao Zedong il 18 settembre 1976 al termine delle onoranze funebri e fu tra i pochi gruppi italiani che non ruppe con la nuova dirigenza cinese di Hua Guofeng – insieme all'Organizzazione dei Comunisti (marxisti-leninisti) d'Italia) di Osvaldo Pesce e a differenza del PCd'I (ml). Dopo avere radunato alcune decine di militanti provenienti da Toscana, Lombardia, Sicilia e Calabria fondò il Partito Marxista-Leninista Italiano il 9 aprile 1977. Il congresso fondativo del PMLI, tenutosi a Firenze, adottò lo statuto e il programma, il simbolo (falce e martello neri sovrastati dall'effigie di Mao in campo rosso) e gli inni (L'Internazionale, Il Sole Rosso e Bandiera rossa). Giovanni Scuderi venne acclamato all'unanimità segretario generale. Egli è rimasto segretario da allora. Tale movimento ha sedi dislocate in varie parti d'Italia, oltre ad altre organizzazioni territoriali nel Paese.
Alla quinta sessione plenaria del comitato centrale del Partito l'11 ottobre 2015 il PMLI ha assunto una posizione di sostegno allo Stato Islamico contro la «santa alleanza imperialista» che combatte, sebbene abbia anche condannato gli attentati attribuiti allo Stato Islamico in Europa e altrove. Nel 2021 questa formazione politica, tramite comunicato stampa, dichiarò che i combattenti islamici afghani, definiti talebani, sono un esempio da seguire perché hanno cacciato dalla loro terra l'esercito dei capitalisti e imperialisti.

### Relazioni con gli altri partiti di stampo marxista-leninista
Il PMLI ha avuto stretti contatti con il Partito Comunista Cinese fino al 1981, anno del ripudio della Rivoluzione culturale da parte del PCC, che ha causato la rottura definitiva tra i due partiti. Il PMLI ha cercato anche di stringere rapporti amichevoli con il Partito del Lavoro d'Albania, ma poi si è dissociato da Enver Hoxha dopo che quest'ultimo ha respinto il maoismo.
Dal 1975 il partito ha avuto stretti rapporti con il Partito Comunista di Kampuchea (PCK) e Pol Pot, anche in seguito all'invasione vietnamita della Cambogia nel 1978. Un dirigente del Partito ha visitato una zona controllata dal PCK nel 1987. Il partito ha inoltre sostenuto la rivoluzione iraniana in chiave antimperialista e un dirigente del Partito ha visitato l'Iran nel 1992.
Intrattiene o ha avuto rapporti con il Partito Marxista-Leninista di Germania, il Partito Comunista Marxista-Leninista di Grecia, il Nucleo Marxista Leninista in Messico, il Partito Marxista-Leninista d'Ucraina, il Partito Comunista delle Filippine, il Partito Comunista Rivoluzionario d'Argentina, il Partito Comunista (marxista-leninista) di Panama, il Partito Comunista Rivoluzionario dell'Uruguay e il Partito Comunista d'India (marxista-leninista) Liberazione.
A luglio 2022 il PMLI ha dato vita al coordinamento "Unità Popolare" insieme a Partito Comunista Italiano (2016), Democrazia Atea, Partito dei Comitati di Appoggio alla Resistenza per il Comunismo, Confederazione Sinistre Italiane e Inventareilfuturo.

## Commemorazioni

### Commemorazione di Stalin
Il 2 marzo 2003 il partito fu al centro di svariate polemiche a seguito della volontà di commemorare il cinquantenario della morte di Stalin. Un mese prima il 5 febbraio Italo Bocchino a nome di tutto il gruppo parlamentare di Alleanza Nazionale svolse un'interrogazione parlamentare sulla liceità della commemorazione. Il governo non poté che constatare che essa «non si pone[va] contro i principi del nostro ordinamento». Il giorno della commemorazione a Firenze ebbero luogo tre contro-manifestazioni organizzate da Forza Italia, Alleanza Nazionale e Forza Nuova. In seguito l'esponente del partito Mino Pasca partecipò alla trasmissione 8 e 1/2 condotta da Giuliano Ferrara e alla quale partecipava l'esponente di Rifondazione Comunista Rina Gagliardi, che Pasca additò come «trotzkista».

### Commemorazione di Mao
Ogni anno a Firenze il PMLI tiene una commemorazione in ricordo di Mao (scomparso il 9 settembre 1976) alla quale partecipano militanti e simpatizzanti del partito.

### Commemorazione di Lenin
Ogni anno a gennaio il PMLI tramite l'organizzazione dell'Emilia-Romagna organizza a Cavriago la commemorazione della scomparsa di Lenin con un discorso ufficiale del responsabile seguito da un pranzo collettivo.

## Il Bolscevico
Il PMLI ha un organo editoriale ufficiale settimanale con sede a Firenze, Il Bolscevico, fondato negli stessi giorni di strage di piazza Fontana. Sin dai primi numeri il ritratto e le citazioni di Mao campeggiano sulla prima pagina de Il Bolscevico, venendo successivamente spostati di fianco alla testata.
La pubblicazione cartacea è stata sospesa dal 18 settembre 2013, venendo invece pubblicato regolarmente in forma digitale ed essendo liberamente scaricabile e stampabile, come incoraggiato dal sito del PMLI stesso.
Ogni tanto viene ripreso anche da altre testate online.

### Politica estera
In tema di politica estera, il settimanale (e quindi anche il PMLI stesso) si è schierato:
- Nettamente a favore dell'Ucraina e di Zelens'kyj, nell'ambito dell'invasione russa dell'Ucraina del 2022;[49][50][51][52]
- Nettamente contro la Cina guidata da Xi Jinping;[53]
- Nettamente a favore della rivolta in Iran del 2022;[54]
- A favore del popolo curdo e contro le politiche nei confronti delle minoranze in Turchia di Recep Tayyip Erdoğan.[55][56]
- A favore delle azioni portate avanti dal gruppo Hamas[57]

### Processi aIl Bolscevico
- Il 17 settembre 1970 Giovanni Scuderi, allora segretario generale dell'OCBI m-l (l'Organizzazione che poi il 9 aprile 1977 diede vita al PMLI) e direttore politico de Il Bolscevico, viene processato dal tribunale di Firenze per aver pubblicato sul giornale la posizione elettorale dell'OCBI m-l dal titolo Il potere politico nasce dalla canna del fucile. Il processo si concluse in Cassazione il 29 marzo 1974 con la conferma della condanna a 10 mesi di reclusione con la sospensione della condizionale comminata nel processo di appello del 12 dicembre 1972 per il reato di «propaganda sovversiva e antinazionale continuata».
- Il 17 dicembre 1970 Scuderi viene condannato dall'allora pretore di Firenze Francesco Fleury a 40.000 lire di multa per «violazione delle disposizioni sulla stampa continuata». Fleury intimò altresì la sospensione della sua pubblicazione perché la legge sulla stampa proibisce l'uscita di periodici che non abbiano come direttore un giornalista iscritto all'albo professionale, costringendo a modificare per oltre un anno (tra gennaio 1970 e marzo 1971) la testata del giornale fino a farla uscire col nome Il Proletario. Per lo stesso reato Scuderi viene condannato a 15.000 lire di multa dal Tribunale di Firenze il 14 aprile 1975.
- Nell'aprile 1972 Scuderi viene incriminato per «vilipendio al capo dello Stato» in riferimento all'editoriale de Il Bolscevico dal titolo Un presidente, per chi e per che cosa (Leone), anche se in questo caso il ministro di Grazia e Giustizia, cui spetta il nulla osta, non dà l'autorizzazione a procedere. Il 14 giugno 1974 Scuderi viene processato per aver pubblicato su Il Bolscevico il documento elettorale dell'OCBI m-l Abbandonate le illusioni parlamentari, il potere politico nasce dalla canna del fucile e condannato ad altri 2 mesi di reclusione con la condizionale, che vanno a sommarsi ad altre condanne subite in qualità di segretario generale dell'Organizzazione. La condanna diviene definitiva il 9 maggio 1975 con la sentenza emessa dalla corte d'appello di Firenze che riunifica tre procedimenti penali aperti tra il febbraio 1973 e l'aprile 1974 che oltre al documento citato riguarda i documenti La strage di Milano ha fallito il suo scopo e Abbasso il governo clerico-fascista Andreotti. Il 22 giugno 1974 un'altra comunicazione giudiziaria viene inviata a Scuderi per un articolo dal titolo La magistratura appoggia apertamente le misure fasciste del governo con l'accusa di «vilipendio alla magistratura».
- Il 27 ottobre 1986 la 2ª corte d'assise di Firenze condanna Giovanni Scuderi e Patrizia Pierattini, direttrice responsabile de Il Bolscevico, rispettivamente a 8 mesi e a 5 mesi e 10 giorni per «istigazione di militari a disobbedire alle leggi». L'incriminazione è inerente al discorso pronunciato da Scuderi al Comitato centrale del PMLI il 3 maggio 1986 e pubblicato su Il Bolscevico n. 20 del 16 maggio in cui si denunciava «la politica imperialista dell'allora neoduce Craxi contro la Libia». In appello (4 novembre 1987) la sentenza viene riconfermata. Il 14 giugno 1988 però la 1ª sezione penale della Corte suprema di Cassazione assolve entrambi gli imputati con formula piena perché «il fatto non sussiste».
- Il 10 ottobre 1987 il giudice istruttore di Bologna e poi il 5 gennaio 1988 la corte di appello di Bologna emettono entrambe sentenza di archiviazione del procedimento penale in fase istruttoria che vede indagati l'ex direttrice responsabile de Il Bolscevico Patrizia Pierattini e il giudice Domenico Gallo per il reato di «vilipendio alla magistratura» e «istigazione a disobbedire alle leggi» in riferimento a una dichiarazione scritta da Gallo sul processo Scuderi-Il Bolscevico del 1986 e pubblicata sul giornale stesso. Il sostituto procuratore generale di Bologna Gino Paolo Latini ricorre contro entrambe le sentenze, ma il ricorso viene definitivamente rigettato dalla Cassazione il 6 aprile 1988.
- Il 18 ottobre 1990 viene aperto un procedimento penale a carico di Scuderi, Mino Pasca e Monica Martenghi, gli ultimi due rispettivamente direttore politico e direttrice responsabile de Il Bolscevico e dello stampatore, con l'accusa di «offesa al prestigio del presidente della Repubblica» in relazione all'articolo Fare piena luce sui rapporti Cossiga-P2. Il 20 aprile 1991 il Gip accoglie la richiesta di proroga di 6 mesi dei termini di scadenza delle indagini preliminari avanzata dal Pm. Inoltre nel novembre del 1991 si apprende che indagini riguardano l'editoriale pubblicato su Il Bolscevico del 29 marzo 1991 dal titolo Attenti a Cossiga. Il 13 novembre 1991 la 2ª sezione penale di Firenze assolve Scuderi, Pasca e Martenghi e altri due militanti di base dal reato di «istigazione alla diserzione e alla disobbedienza militare» durante la guerra nel Golfo in merito allo slogan «Disertare, non sparare, rivoltarsi» riportato sui numeri del 28 dicembre 1990 e 25 gennaio 1991 de Il Bolscevico perché «il fatto non sussiste». Tale sentenza viene riconfermata in pieno il 10 novembre 1992 in secondo grado, con la sostituzione della formula di assoluzione per Pasca e Scuderi con «per non aver commesso il fatto».
- Il PMLI ha vinto una causa che aveva intentato nei confronti dei quotidiani Libero e la Padania che avevano accusato il PMLI di rapporti con organizzazioni islamiche fondamentaliste e qaediste. I quotidiani sono stati condannati a versare un risarcimento economico al PMLI per diffamazione.[58]

## Segretari generali
- Giovanni Scuderi (1977–in carica)

## Congressi nazionali
- I Congresso nazionale – Firenze, 9–11 aprile 1977
- II Congresso nazionale – Firenze, 6–8 novembre 1982, «Avanti sulla via dell'Ottobre»
- III Congresso nazionale – Firenze, 27–29 dicembre 1985, «Il socialismo è l'avvenire della classe operaia e dei lavoratori italiani»
- IV Congresso nazionale – Firenze, 26–28 dicembre 1998, «Costruiamo un grande, forte e radicato PMLI per combattere la seconda repubblica neofascista, presidenzialista e federalista e realizzare l'Italia unita, rossa e socialista»
- V Congresso nazionale – Firenze, 6–8 dicembre 2008, «Avanti con forza e fiducia verso l'Italia unita, rossa e socialista»

## Inno del partito
Il partito ha un inno ufficiale, Il Sole Rosso.